# Lomtjärnen (Jokkmokks socken, Lappland, 739281-168171)
Lomtjärnen är en sjö i Jokkmokks kommun i Lappland och ingår i Luleälvens huvudavrinningsområde.